# 书判
书判是指书写判词的能力，專指书法與判斷力，在中國古代寫毛筆字是一項很重要的技能。以“书判拔萃”而言，书法的是能否在铨选中中选的重要條件之一。
唐代始有書判選士，貢舉時有書科，在吏部铨选時有身言书判，還有科舉時的书判拔萃。朱弁《曲洧旧闻》云：“唐以身言书判设科，故一时之士无不习书，犹有晋宋余风。”。宋初仍有書判拔萃，但北宋中葉後，書法不再受到重視，僅加強對判詞內容的重視，如欧阳修所言“书之盛莫盛于唐，书之废莫废于今，今文儒之盛，其书屈指可数者无三四人，非皆不能，盖忽不为尔”，甚至還有“假手”、“代书人”，南宋岳珂《宝真斋法书赞》亦载：“国朝不以书取士，故士亦鲜以书名家。”